# Giuseppe Garibaldi (551)
 Denne artikel omhandler hangarskibet Giuseppe Garibaldi. Opslagsordet har også en anden betydning, se Giuseppe Garibaldi.
Giuseppe Garibaldi er et italiensk hangarskib i brug i Marina Militare.
Bygget af Italcantieri (nu Fincantieri) ved værftet i Trieste og blev køllagt i marts 1981, søsat i 1983 og indgik i flådens tal den 30. september 1985. Garibaldi er officielt klassificeret som et antiubådshangarskib og har hjemmehavn i Taranto. Skibet er navngivet efter den italienske general Giuseppe Garibaldi.
Skibet er drevet af fire gasturbiner bygget på licens fra General Electric, hvilket giver 81.000 Hk (60 MW). Disse turbiner er forbundet til to aksler der driver skibets to skruer og er i stand til at give skibet en fart på 30 knob. Skibet kan sejle 7.000 sømil (13.000 kilometer) ved en fart på 20 knob (37 km/t).
Skibet var tidligere udstyret med fire Otomat Mk2 langtrækkende sømålsmissiler som var placeret ved skibets hæk, men blev fjernet for at forøge flydækkets størrelse og give plads til satellitkommunikation og antiubådstorpedoer. Skibets forsvarssystemer består nu af to ottekanistrede Aspide SAM-systemer og tre 40 mm Oto Melara dobbelte 40L70 DARDO CIWS.
Skibet er også udstyret med flere softkill-systemer, såsom to SCLAR 20-rørs ECM-systmer til chaff, flares. SLQ-25 Nixie-systemet yder beskyttelse mod torpedoer.
Luftgruppen består af maksimalt femten AV-8B Harrier II eller sytten Sea King helikoptere eller en kombination af de to typer. Flydækket er retvinklet på skroget og forrest på dækket er et såkaldt skihop på seks og en halv grader der gør kampflyene i stand til at lette fra flydækket uden brug af katapult som på eksempelvis de amerikanske hangarskibe. Flydækket er 173,80 meter langt og 30,40 meter bredt.
Fredstraktaten fra 2. verdenskrig forbød Italien fra at have hangarskibe, og derfor var skibet, da det blev søsat, klassificeret som et "Incrociatore portaeromobili" (flybærende krydser) og sejlede ikke med Harrier-kampfly. Frem til 1988 var de eneste italienske luftfartøjer der landede på skibets flydæk helikoptere, samt britiske og spanske Sea Harriers under NATO øvelser og -operationer. Forbuddet mod de italienske hangarskibe blev fjernet i 1989 og tillod hermed Italien at benytte sine Harriers fra Garibaldi.
I 2009 blev Garibaldi afløst i rollen som den italienske flådes flagskib, rollen overgik til det nye og større hangarskib Cavour.